# Bažantí ostrov
Bažantí ostrov (francouzsky Île des Faisans, španělsky Isla de los Faisanes, baskicky Konpantzia) je ostrůvek na dolním toku pohraniční řeky Bidasoa mezi španělským městem Irún a francouzským Hendaye. Funguje jako francouzsko-španělské kondominium, obě země si formální správu nad ním předávají každého půl roku. Ostrov je 210 metrů dlouhý a maximálně 40 metrů široký, vstup na něj je možný pouze na zvláštní povolení.

## Historie
Ostrov sloužil v minulosti jako neutrální půda k setkávání Francouzů a Španělů na nejvyšší úrovni, proto se mu neoficiálně říká také Konferenční ostrov. V roce 1615 se zde setkala princezna Anna Rakouská se svým ženichem Ludvíkem XIII., v roce 1659 na ostrově probíhala tříměsíční vyjednávání, po kterých byl podepsán Pyrenejský mír (roku 1861 byl na tomto místě vztyčen pomník). Roku 1679 se zde konaly zásnuby Karla II. Španělského s Marií Louisou Orleánskou.

## Správa ostrova
Status kondominia upravila Smlouva z Bayonne roku 1856, podle níž obě nejbližší města jmenují námořního důstojníka jako vicekrále. Bažantí ostrov je nejmenším kondominiem na světě.